# Novacastria
Novacastria là một chi bọ cánh cứng trong họ Chrysomelidae.
Chi này được miêu tả khoa học năm 1983 bởi Selman Selman & Lowman.

## Các loài
Chi này gồm các loài:
- Novacastria nothofagi Selman & Lowman, 1983